# Hyperprosopon ellipticum
Espèce
Hyperprosopon ellipticum est une espèce de poissons téléostéens (Teleostei).